# Wtyczka

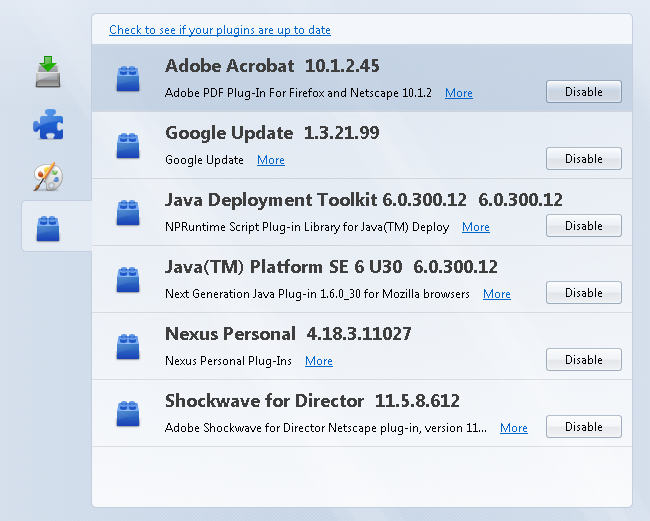
Zrzut ekranu z wyświetlonymi wtyczkami

Wtyczka (ang. plug-in, add-on), rozszerzenie (ang. extension) – dodatkowy moduł do programu komputerowego, który rozszerza możliwości produktu wyjściowego.
Stosowanie wtyczek jest coraz częstszym zabiegiem wśród twórców programów, a zwłaszcza tych tworzących otwarte oprogramowanie. Zaletą takiego rozwiązania jest możliwość wyboru funkcjonalności, które użytkownik chce wykorzystywać w programie, a których nie potrzebuje. Poza tym odciąża to autora programu od pisania kodu nawet dla funkcji niszowych, a przerzuca to zadanie na zewnętrznych programistów. Jednak, aby możliwe było tworzenie wtyczek, programista musi od razu dla swojej aplikacji udostępnić i udokumentować API, czyli interfejs programistyczny.
Z założenia wtyczki wymagają obecności programu oryginalnego, lecz niektóre z nich są w stanie pracować i jako wtyczki, i jako osobna aplikacja (często ma to miejsce np. w programie Adobe Photoshop). Zwykle komercyjne programy są pisane w sposób uniemożliwiający tworzenie do nich wtyczek przez programistów spoza danej firmy, natomiast wiele bezpłatnych programów jest celowo pisana tak, aby w łatwy sposób można było do nich tworzyć rozszerzenia. To pociąga za sobą prawidłowość, że wtyczki do programów komercyjnych są zazwyczaj tworzone przez producentów tych programów i trzeba je nabywać odpłatnie, natomiast wtyczki do programów bezpłatnych zazwyczaj są również bezpłatne.
Wtyczek nie należy mylić z kontynuacjami dobrze sprzedających się tytułów (na przykład popularna gra Might and Magic VII nie jest wtyczką gry Might and Magic VI ani żadnej innej), które do działania nie wymagają wcześniejszych wersji programów (gier). Choć poszczególne gry, jak The Sims 3, mają swoje dodatki, np. The Sims 3: Studenckie życie, działają one tylko na danej wersji głównej gry (w tym wypadku trzeciej).